# Okręg Pontivy
Okręg Pontivy (fr. Arrondissement de Pontivy) – okręg w północno-zachodniej Francji. Populacja wynosi 120 tysięcy.

## Podział administracyjny
W skład okręgu wchodzą następujące kantony:
- Baud,
- Cléguérec,
- Gourin,
- Guémené-sur-Scorff,
- Josselin,
- Faouët,
- Locminé,
- Pontivy,
- Rohan,
- Saint-Jean-Brévelay.